# 殷棚乡
殷棚乡，是中华人民共和国河南省信阳市光山县下辖的一个乡镇级行政单位。

## 行政区划
殷棚乡下辖以下地区：
殷棚村、李庄村、凉亭村、青龙村、土楼村、五座楼村、杨冲村、长安村和张中湾村。